# 斯塔鎮區 (堪薩斯州科菲縣)
斯塔鎮區（英語：Star Township）為美國堪薩斯州科菲縣轄下的鎮區。2010年美国人口普查中該鎮區人口有156人。

## 地理
斯塔鎮區涵蓋面積90.98平方（35.13平方英里），境內無城市。

### 墓園
根據美國地質調查局的資料，此鎮區擁有1座墓園：
- 斯塔墓園（Star Cemetery）

## 人口統計
根據2010年美國人口普查，斯塔鎮區人口有156人，住房74戶，人口密度為1.71人/每平方公里。此鎮區居民之種族中，白人佔98.08%，非裔美國人佔0%，美洲原住民佔0.64%，亞裔美國人佔0%，太平洋島裔美國人佔0%，其他種族佔0.64%，混血種族則佔0.64%。而西班牙裔或拉丁裔美國人佔此鎮區人口的1.28%。

## 外部連結
- City-Data.com （页面存档备份，存于）